# Pandemia di COVID-19 in Burkina Faso
Il primo caso della pandemia di COVID-19 in Burkina Faso è stato confermato il 9 marzo 2020.

## Antefatti
Il 12 gennaio 2020, l'Organizzazione mondiale della sanità (OMS) ha confermato che un nuovo coronavirus era la causa di una nuova infezione polmonare che aveva colpito diversi abitanti della città di Wuhan, nella provincia cinese dell'Hubei, il cui caso era stato portato all'attenzione dell'OMS il 31 dicembre 2019.
Sebbene nel tempo il tasso di mortalità del COVID-19 si sia rivelato decisamente più basso di quello dell'epidemia di SARS che aveva imperversato nel 2003, la trasmissione del virus SARS-CoV-2, alla base del COVID-19, è risultata essere molto più ampia di quella del precedente virus del 2003, ed ha portato a un numero totale di morti molto più elevato.
Il 5 maggio 2023, l'Organizzazione mondiale della sanità dichiara ufficialmente la fine della pandemia.

## Andamento dei contagi
| Data                                                 | Data       |  | Numero di casi | Numero di morti |
| ---------------------------------------------------- | ---------- |  | -------------- | --------------- |
| 09-03-2020                                           | 09-03-2020 |  | 2(N.D.)        |                 |
| ⋮                                                    | ⋮          |  | 2(=)           |                 |
| 13-03-2020                                           | 13-03-2020 |  | 3(+50%)        |                 |
| 14-03-2020                                           | 14-03-2020 |  | 3(=)           |                 |
| 15-03-2020                                           | 15-03-2020 |  | 7(+133%)       |                 |
| 16-03-2020                                           | 16-03-2020 |  | 7(=)           |                 |
| 17-03-2020                                           | 17-03-2020 |  | 20(+186%)      |                 |
| 18-03-2020                                           | 18-03-2020 |  | 27(+35%)       | 1(N.D.)         |
| 19-03-2020                                           | 19-03-2020 |  | 33(+22%)       | 1(=)            |
| 20-03-2020                                           | 20-03-2020 |  | 40(+21%)       | 1(=)            |
| 21-03-2020                                           | 21-03-2020 |  | 64(+60%)       | 3(+200%)        |
| 22-03-2020                                           | 22-03-2020 |  | 75(+17%)       | 5(+67%)         |
| 23-03-2020                                           | 23-03-2020 |  | 100(+33%)      | 5(=)            |
| 24-03-2020                                           | 24-03-2020 |  | 114(+14%)      | 5(=)            |
| 25-03-2020                                           | 25-03-2020 |  | 146(+28%)      | 5(=)            |
| 26-03-2020                                           | 26-03-2020 |  | 152(+4,1%)     | 5(=)            |
| 27-03-2020                                           | 27-03-2020 |  | 180(+18%)      | 9(+80%)         |
| 28-03-2020                                           | 28-03-2020 |  | 207(+15%)      | 11(+22%)        |
| 29-03-2020                                           | 29-03-2020 |  | 222(+7,2%)     | 12(+9,1%)       |
| 30-03-2020                                           | 30-03-2020 |  | 246(+11%)      | 12(=)           |
| 31-03-2020                                           | 31-03-2020 |  | 261(+6,1%)     | 14(+17%)        |
| 01-04-2020                                           | 01-04-2020 |  | 261(=)         | 14(=)           |
| 02-04-2020                                           | 02-04-2020 |  | 288(+10%)      | 16(+14%)        |
| 03-04-2020                                           | 03-04-2020 |  | 302(+4,9%)     | 16(=)           |
| 04-04-2020                                           | 04-04-2020 |  | 318(+5,3%)     | 16(=)           |
| 05-04-2020                                           | 05-04-2020 |  | 345(+8,5%)     | 17(+6,2%)       |
| 06-04-2020                                           | 06-04-2020 |  | 364(+5,5%)     | 18(+5,9%)       |
| 07-04-2020                                           | 07-04-2020 |  | 384(+5,5%)     | 19(+5,6%)       |
| 08-04-2020                                           | 08-04-2020 |  | 414(+7,8%)     | 23(+21%)        |
| 09-04-2020                                           | 09-04-2020 |  | 443(+7%)       | 24(+4,3%)       |
| 10-04-2020                                           | 10-04-2020 |  | 448(+1,1%)     | 26(+8,3%)       |
| 11-04-2020                                           | 11-04-2020 |  | 484(+8%)       | 27(+3,8%)       |
| 12-04-2020                                           | 12-04-2020 |  | 497(+2,7%)     | 27(=)           |
| 12-04-2020                                           | 12-04-2020 |  | 497(=)         | 27(=)           |
| 13-04-2020                                           | 13-04-2020 |  | 515(+3,6%)     | 27(=)           |
| 14-04-2020                                           | 14-04-2020 |  | 528(+2,5%)     | 30(+11%)        |
| 15-04-2020                                           | 15-04-2020 |  | 542(+2,7%)     | 32(+6,7%)       |
| 16-04-2020                                           | 16-04-2020 |  | 546(+0,74%)    | 32(=)           |
| 17-04-2020                                           | 17-04-2020 |  | 557(+2%)       | 35(+9,4%)       |
| 18-04-2020                                           | 18-04-2020 |  | 565(+1,4%)     | 36(+2,9%)       |
| 19-04-2020                                           | 19-04-2020 |  | 576(+1,9%)     | 36(=)           |
| 20-04-2020                                           | 20-04-2020 |  | 581(+0,87%)    | 38(+5,6%)       |
| 21-04-2020                                           | 21-04-2020 |  | 600(+3,3%)     | 38(=)           |
| 22-04-2020                                           | 22-04-2020 |  | 609(+1,5%)     | 39(+2,6%)       |
| 23-04-2020                                           | 23-04-2020 |  | 616(+1,1%)     | 41(+5,1%)       |
| 24-04-2020                                           | 24-04-2020 |  | 629(+2,1%)     | 41(=)           |
| 25-04-2020                                           | 25-04-2020 |  | 629(=)         | 41(=)           |
| 26-04-2020                                           | 26-04-2020 |  | 632(+0,48%)    | 42(+2,4%)       |
| 27-04-2020                                           | 27-04-2020 |  | 635(+0,47%)    | 42(=)           |
| 28-04-2020                                           | 28-04-2020 |  | 638(+0,47%)    | 42(=)           |
| 29-04-2020                                           | 29-04-2020 |  | 641(+0,47%)    | 43(+2,4%)       |
| 30-04-2020                                           | 30-04-2020 |  | 645(+0,62%)    | 43(=)           |
| 01-05-2020                                           | 01-05-2020 |  | 649(+0,62%)    | 44(+2,3%)       |
| 02-05-2020                                           | 02-05-2020 |  | 652(+0,46%)    | 44(=)           |
| 03-05-2020                                           | 03-05-2020 |  | 662(+1,5%)     | 45(+2,3%)       |
| 04-05-2020                                           | 04-05-2020 |  | 672(+1,5%)     | 46(+2,2%)       |
| 05-05-2020                                           | 05-05-2020 |  | 688(+2,4%)     | 48(+4,3%)       |
| 06-05-2020                                           | 06-05-2020 |  | 729(+6%)       | 48(=)           |
| 07-05-2020                                           | 07-05-2020 |  | 736(+0,96%)    | 48(=)           |
| 08-05-2020                                           | 08-05-2020 |  | 744(+1,1%)     | 48(=)           |
| 09-05-2020                                           | 09-05-2020 |  | 748(+0,54%)    | 48(=)           |
| 10-05-2020                                           | 10-05-2020 |  | 751(+0,4%)     | 49(+2,1%)       |
| 11-05-2020                                           | 11-05-2020 |  | 760(+1,2%)     | 50(+2%)         |
| 12-05-2020                                           | 12-05-2020 |  | 766(+0,79%)    | 51(+2%)         |
| 13-05-2020                                           | 13-05-2020 |  | 773(+0,91%)    | 51(=)           |
| 14-05-2020                                           | 14-05-2020 |  | 773(=)         | 51(=)           |
| 15-05-2020                                           | 15-05-2020 |  | 780(+0,91%)    | 51(=)           |
| 16-05-2020                                           | 16-05-2020 |  | 782(+0,26%)    | 51(=)           |
| 17-05-2020                                           | 17-05-2020 |  | 796(+1,8%)     | 51(=)           |
| 18-05-2020                                           | 18-05-2020 |  | 796(=)         | 51(=)           |
| 19-05-2020                                           | 19-05-2020 |  | 796(=)         | 51(=)           |
| 20-05-2020                                           | 20-05-2020 |  | 809(+1,6%)     | 52(+2%)         |
| 21-05-2020                                           | 21-05-2020 |  | 812(+0,37%)    | 52(=)           |
| 22-05-2020                                           | 22-05-2020 |  | 814(+0,25%)    | 52(=)           |
| 23-05-2020                                           | 23-05-2020 |  | 814(=)         | 52(=)           |
| 24-05-2020                                           | 24-05-2020 |  | 814(=)         | 52(=)           |
| 25-05-2020                                           | 25-05-2020 |  | 832(+2,2%)     | 52(=)           |
| 26-05-2020                                           | 26-05-2020 |  | 832(=)         | 52(=)           |
| 27-05-2020                                           | 27-05-2020 |  | 845(+1,6%)     | 53(+1,9%)       |
| 28-05-2020                                           | 28-05-2020 |  | 847(+0,24%)    | 53(=)           |
| 29-05-2020                                           | 29-05-2020 |  | 847(=)         | 53(=)           |
| 30-05-2020                                           | 30-05-2020 |  | 847(=)         | 53(=)           |
| 31-05-2020                                           | 31-05-2020 |  | 847(=)         | 53(=)           |
| 01-06-2020                                           | 01-06-2020 |  | 847(=)         | 53(=)           |
| 02-06-2020                                           | 02-06-2020 |  | 881(+4%)       | 53(=)           |
| 03-06-2020                                           | 03-06-2020 |  | 884(+0,34%)    | 53(=)           |
| 04-06-2020                                           | 04-06-2020 |  | 885(+0,11%)    | 53(=)           |
| 05-06-2020                                           | 05-06-2020 |  | 888(+0,34%)    | 53(=)           |
| 06-06-2020                                           | 06-06-2020 |  | 888(=)         | 53(=)           |
| 07-06-2020                                           | 07-06-2020 |  | 889(+0,11%)    | 53(=)           |
| 08-06-2020                                           | 08-06-2020 |  | 890(+0,11%)    | 53(=)           |
| 09-06-2020                                           | 09-06-2020 |  | 891(+0,11%)    | 53(=)           |
| 10-06-2020                                           | 10-06-2020 |  | 891(=)         | 53(=)           |
| 11-06-2020                                           | 11-06-2020 |  | 892(+0,11%)    | 53(=)           |
| 12-06-2020                                           | 12-06-2020 |  | 892(=)         | 53(=)           |
| 13-06-2020                                           | 13-06-2020 |  | 892(=)         | 53(=)           |
| 14-06-2020                                           | 14-06-2020 |  | 894(+0,22%)    | 53(=)           |
| 15-06-2020                                           | 15-06-2020 |  | 894(=)         | 53(=)           |
| 16-06-2020                                           | 16-06-2020 |  | 895(+0,11%)    | 53(=)           |
| 17-06-2020                                           | 17-06-2020 |  | 899(+0,45%)    | 53(=)           |
| 18-06-2020                                           | 18-06-2020 |  | 899(=)         | 53(=)           |
| 19-06-2020                                           | 19-06-2020 |  | 900(+0,11%)    | 53(=)           |
| 20-06-2020                                           | 20-06-2020 |  | 901(+0,11%)    | 53(=)           |
| 21-06-2020                                           | 21-06-2020 |  | 903(+0,22%)    | 53(=)           |
| 22-06-2020                                           | 22-06-2020 |  | 903(=)         | 53(=)           |
| 23-06-2020                                           | 23-06-2020 |  | 907(+0,44%)    | 53(=)           |
| 24-06-2020                                           | 24-06-2020 |  | 919(+1,3%)     | 53(=)           |
| 25-06-2020                                           | 25-06-2020 |  | 934(+1,6%)     | 53(=)           |
| 26-06-2020                                           | 26-06-2020 |  | 941(+0,75%)    | 53(=)           |
| 27-06-2020                                           | 27-06-2020 |  | 941(=)         | 53(=)           |
| 28-06-2020                                           | 28-06-2020 |  | 959(+1,9%)     | 53(=)           |
| 29-06-2020                                           | 29-06-2020 |  | 959(=)         | 53(=)           |
| 30-06-2020                                           | 30-06-2020 |  | 962(+0,31%)    | 53(=)           |
| 01-07-2020                                           | 01-07-2020 |  | 962(=)         | 53(=)           |
| 02-07-2020                                           | 02-07-2020 |  | 967(+0,52%)    | 53(=)           |
| 03-07-2020                                           | 03-07-2020 |  | 980(+1,3%)     | 53(=)           |
| 04-07-2020                                           | 04-07-2020 |  | 987(+0,71%)    | 53(=)           |
| 05-07-2020                                           | 05-07-2020 |  | 987(=)         | 53(=)           |
| 06-07-2020                                           | 06-07-2020 |  | 1 000(+1,3%)   | 53(=)           |
| 07-07-2020                                           | 07-07-2020 |  | 1 003(+0,3%)   | 53(=)           |
| 08-07-2020                                           | 08-07-2020 |  | 1 003(=)       | 53(=)           |
| 09-07-2020                                           | 09-07-2020 |  | 1 005(+0,2%)   | 53(=)           |
| 10-07-2020                                           | 10-07-2020 |  | 1 020(+1,5%)   | 53(=)           |
| 11-07-2020                                           | 11-07-2020 |  | 1 033(+1,3%)   | 53(=)           |
| 12-07-2020                                           | 12-07-2020 |  | 1 036(+0,29%)  | 53(=)           |
| 13-07-2020                                           | 13-07-2020 |  | 1 036(=)       | 53(=)           |
| 14-07-2020                                           | 14-07-2020 |  | 1 037(+0,1%)   | 53(=)           |
| 15-07-2020                                           | 15-07-2020 |  | 1 038(+0,1%)   | 53(=)           |
| 16-07-2020                                           | 16-07-2020 |  | 1 038(=)       | 53(=)           |
| 17-07-2020                                           | 17-07-2020 |  | 1 045(+0,67%)  | 53(=)           |
| 18-07-2020                                           | 18-07-2020 |  | 1 047(+0,19%)  | 53(=)           |
| 19-07-2020                                           | 19-07-2020 |  | 1 052(+0,48%)  | 53(=)           |
| 20-07-2020                                           | 20-07-2020 |  | 1 065(+1,2%)   | 53(=)           |
| 21-07-2020                                           | 21-07-2020 |  | 1 065(=)       | 53(=)           |
| 22-07-2020                                           | 22-07-2020 |  | 1 066(+0,09%)  | 53(=)           |
| 23-07-2020                                           | 23-07-2020 |  | 1 070(+0,38%)  | 53(=)           |
| 24-07-2020                                           | 24-07-2020 |  | 1 075(+0,47%)  | 53(=)           |
| 25-07-2020                                           | 25-07-2020 |  | 1 086(+1%)     | 53(=)           |
| 26-07-2020                                           | 26-07-2020 |  | 1 086(=)       | 53(=)           |
| 27-07-2020                                           | 27-07-2020 |  | 1 100(+1,3%)   | 53(=)           |
| 28-07-2020                                           | 28-07-2020 |  | 1 105(+0,45%)  | 53(=)           |
| 29-07-2020                                           | 29-07-2020 |  | 1 105(=)       | 53(=)           |
| 30-07-2020                                           | 30-07-2020 |  | 1 106(+0,09%)  | 53(=)           |
| 31-07-2020                                           | 31-07-2020 |  | 1 106(=)       | 53(=)           |
| 01-08-2020                                           | 01-08-2020 |  | 1 143(+3,3%)   | 53(=)           |
| 02-08-2020                                           | 02-08-2020 |  | 1 143(=)       | 53(=)           |
| 03-08-2020                                           | 03-08-2020 |  | 1 150(+0,61%)  | 53(=)           |
| 04-08-2020                                           | 04-08-2020 |  | 1 153(+0,26%)  | 54(+1,9%)       |
| 05-08-2020                                           | 05-08-2020 |  | 1 153(=)       | 54(=)           |
| 06-08-2020                                           | 06-08-2020 |  | 1 158(+0,43%)  | 54(=)           |
| 07-08-2020                                           | 07-08-2020 |  | 1 158(=)       | 54(=)           |
| 08-08-2020                                           | 08-08-2020 |  | 1 175(+1,5%)   | 54(=)           |
| 09-08-2020                                           | 09-08-2020 |  | 1 175(=)       | 54(=)           |
| 10-08-2020                                           | 10-08-2020 |  | 1 204(+2,5%)   | 54(=)           |
| 11-08-2020                                           | 11-08-2020 |  | 1 211(+0,58%)  | 54(=)           |
| 12-08-2020                                           | 12-08-2020 |  | 1 213(+0,17%)  | 54(=)           |
| 13-08-2020                                           | 13-08-2020 |  | 1 228(+1,2%)   | 54(=)           |
| 14-08-2020                                           | 14-08-2020 |  | 1 238(+0,81%)  | 54(=)           |
| 15-08-2020                                           | 15-08-2020 |  | 1 240(+0,16%)  | 54(=)           |
| 16-08-2020                                           | 16-08-2020 |  | 1 267(+2,2%)   | 55(+1,9%)       |
| 17-08-2020                                           | 17-08-2020 |  | 1 280(+1%)     | 55(=)           |
| 18-08-2020                                           | 18-08-2020 |  | 1 280(=)       | 55(=)           |
| 19-08-2020                                           | 19-08-2020 |  | 1 285(+0,39%)  | 55(=)           |
| 20-08-2020                                           | 20-08-2020 |  | 1 297(+0,93%)  | 55(=)           |
| 21-08-2020                                           | 21-08-2020 |  | 1 297(=)       | 55(=)           |
| 22-08-2020                                           | 22-08-2020 |  | 1 297(=)       | 55(=)           |
| 23-08-2020                                           | 23-08-2020 |  | 1 320(+1,8%)   | 55(=)           |
| 24-08-2020                                           | 24-08-2020 |  | 1 338(+1,4%)   | 55(=)           |
| 25-08-2020                                           | 25-08-2020 |  | 1 338(=)       | 55(=)           |
| 26-08-2020                                           | 26-08-2020 |  | 1 352(+1%)     | 55(=)           |
| 27-08-2020                                           | 27-08-2020 |  | 1 352(=)       | 55(=)           |
| 28-08-2020                                           | 28-08-2020 |  | 1 352(=)       | 55(=)           |
| 29-08-2020                                           | 29-08-2020 |  | 1 352(=)       | 55(=)           |
| 30-08-2020                                           | 30-08-2020 |  | 1 357(+0,37%)  | 55(=)           |
| 31-08-2020                                           | 31-08-2020 |  | 1 368(+0,81%)  | 55(=)           |
| 01-09-2020                                           | 01-09-2020 |  | 1 370(+0,15%)  | 55(=)           |
| 02-09-2020                                           | 02-09-2020 |  | 1 370(=)       | 55(=)           |
| 03-09-2020                                           | 03-09-2020 |  | 1 375(+0,36%)  | 55(=)           |
| 04-09-2020                                           | 04-09-2020 |  | 1 408(+2,4%)   | 55(=)           |
| 05-09-2020                                           | 05-09-2020 |  | 1 447(+2,8%)   | 55(=)           |
| 06-09-2020                                           | 06-09-2020 |  | 1 452(+0,35%)  | 55(=)           |
| 07-09-2020                                           | 07-09-2020 |  | 1 463(+0,76%)  | 56(+1,8%)       |
| 08-09-2020                                           | 08-09-2020 |  | 1 466(+0,21%)  | 56(=)           |
| 09-09-2020                                           | 09-09-2020 |  | 1 476(+0,68%)  | 56(=)           |
| 10-09-2020                                           | 10-09-2020 |  | 1 486(+0,68%)  | 56(=)           |
| 11-09-2020                                           | 11-09-2020 |  | 1 499(+0,87%)  | 56(=)           |
| 12-09-2020                                           | 12-09-2020 |  | 1 514(+1%)     | 56(=)           |
| 13-09-2020                                           | 13-09-2020 |  | 1 707(+13%)    | 56(=)           |
| 14-09-2020                                           | 14-09-2020 |  | 1 717(+0,59%)  | 56(=)           |
| 15-09-2020                                           | 15-09-2020 |  | 1 733(+0,93%)  | 56(=)           |
| 16-09-2020                                           | 16-09-2020 |  | 1 748(+0,87%)  | 56(=)           |
| 17-09-2020                                           | 17-09-2020 |  | 1 767(+1,1%)   | 56(=)           |
| 18-09-2020                                           | 18-09-2020 |  | 1 797(+1,7%)   | 56(=)           |
| 19-09-2020                                           | 19-09-2020 |  | 1 816(+1,1%)   | 56(=)           |
| 20-09-2020                                           | 20-09-2020 |  | 1 846(+1,7%)   | 56(=)           |
| 21-09-2020                                           | 21-09-2020 |  | 1 896(+2,7%)   | 56(=)           |
| 22-09-2020                                           | 22-09-2020 |  | 1 907(+0,58%)  | 56(=)           |
| 23-09-2020                                           | 23-09-2020 |  | 1 929(+1,2%)   | 56(=)           |
| 24-09-2020                                           | 24-09-2020 |  | 1 950(+1,1%)   | 56(=)           |
| 25-09-2020                                           | 25-09-2020 |  | 1 962(+0,62%)  | 56(=)           |
| 26-09-2020                                           | 26-09-2020 |  | 1 973(+0,56%)  | 56(=)           |
| 27-09-2020                                           | 27-09-2020 |  | 2 008(+1,8%)   | 56(=)           |
| 28-09-2020                                           | 28-09-2020 |  | 2 028(+1%)     | 57(+1,8%)       |
| 29-09-2020                                           | 29-09-2020 |  | 2 032(+0,2%)   | 58(+1,8%)       |
| 30-09-2020                                           | 30-09-2020 |  | 2 056(+1,2%)   | 58(=)           |
| 01-10-2020                                           | 01-10-2020 |  | 2 088(+1,6%)   | 58(=)           |
| 02-10-2020                                           | 02-10-2020 |  | 2 123(+1,7%)   | 59(+1,7%)       |
| 03-10-2020                                           | 03-10-2020 |  | 2 154(+1,5%)   | 59(=)           |
| 04-10-2020                                           | 04-10-2020 |  | 2 167(+0,6%)   | 59(=)           |
| 05-10-2020                                           | 05-10-2020 |  | 2 184(+0,78%)  | 59(=)           |
| 06-10-2020                                           | 06-10-2020 |  | 2 197(+0,6%)   | 59(=)           |
| 07-10-2020                                           | 07-10-2020 |  | 2 222(+1,1%)   | 59(=)           |
| 08-10-2020                                           | 08-10-2020 |  | 2 241(+0,86%)  | 60(+1,7%)       |
| 09-10-2020                                           | 09-10-2020 |  | 2 254(+0,58%)  | 60(=)           |
| 10-10-2020                                           | 10-10-2020 |  | 2 271(+0,75%)  | 61(+1,7%)       |
| 11-10-2020                                           | 11-10-2020 |  | 2 271(=)       | 61(=)           |
| 12-10-2020                                           | 12-10-2020 |  | 2 294(+1%)     | 63(+3,3%)       |
| 13-10-2020                                           | 13-10-2020 |  | 2 305(+0,48%)  | 63(=)           |
| 14-10-2020                                           | 14-10-2020 |  | 2 305(=)       | 63(=)           |
| 15-10-2020                                           | 15-10-2020 |  | 2 335(+1,3%)   | 65(+3,2%)       |
| 16-10-2020                                           | 16-10-2020 |  | 2 343(+0,34%)  | 65(=)           |
| 17-10-2020                                           | 17-10-2020 |  | 2 343(=)       | 65(=)           |
| 18-10-2020                                           | 18-10-2020 |  | 2 381(+1,6%)   | 65(=)           |
| 19-10-2020                                           | 19-10-2020 |  | 2 387(+0,25%)  | 65(=)           |
| 20-10-2020                                           | 20-10-2020 |  | 2 406(+0,8%)   | 65(=)           |
| 21-10-2020                                           | 21-10-2020 |  | 2 406(=)       | 65(=)           |
| 22-10-2020                                           | 22-10-2020 |  | 2 414(+0,33%)  | 65(=)           |
| 23-10-2020                                           | 23-10-2020 |  | 2 433(+0,79%)  | 65(=)           |
| 24-10-2020                                           | 24-10-2020 |  | 2 444(+0,45%)  | 65(=)           |
| 25-10-2020                                           | 25-10-2020 |  | 2 451(+0,29%)  | 65(=)           |
| 26-10-2020                                           | 26-10-2020 |  | 2 459(+0,33%)  | 67(+3,1%)       |
| 27-10-2020                                           | 27-10-2020 |  | 2 466(+0,28%)  | 67(=)           |
| 28-10-2020                                           | 28-10-2020 |  | 2 466(=)       | 67(=)           |
| 29-10-2020                                           | 29-10-2020 |  | 2 471(+0,2%)   | 67(=)           |
| 30-10-2020                                           | 30-10-2020 |  | 2 477(+0,24%)  | 67(=)           |
| 31-10-2020                                           | 31-10-2020 |  | 2 500(+0,93%)  | 67(=)           |
| 01-11-2020                                           | 01-11-2020 |  | 2 500(=)       | 67(=)           |
| 02-11-2020                                           | 02-11-2020 |  | 2 517(+0,68%)  | 67(=)           |
| 03-11-2020                                           | 03-11-2020 |  | 2 530(+0,52%)  | 67(=)           |
| 04-11-2020                                           | 04-11-2020 |  | 2 539(+0,36%)  | 67(=)           |
| 05-11-2020                                           | 05-11-2020 |  | 2 550(+0,43%)  | 67(=)           |
| 06-11-2020                                           | 06-11-2020 |  | 2 562(+0,47%)  | 67(=)           |
| 07-11-2020                                           | 07-11-2020 |  | 2 565(+0,12%)  | 67(=)           |
| 08-11-2020                                           | 08-11-2020 |  | 2 569(+0,16%)  | 67(=)           |
| 09-11-2020                                           | 09-11-2020 |  | 2 581(+0,47%)  | 67(=)           |
| 10-11-2020                                           | 10-11-2020 |  | 2 582(+0,04%)  | 67(=)           |
| 11-11-2020                                           | 11-11-2020 |  | 2 586(+0,15%)  | 67(=)           |
| 12-11-2020                                           | 12-11-2020 |  | 2 586(=)       | 67(=)           |
| 13-11-2020                                           | 13-11-2020 |  | 2 609(+0,89%)  | 68(+1,5%)       |
| 14-11-2020                                           | 14-11-2020 |  | 2 635(+1%)     | 68(=)           |
| 15-11-2020                                           | 15-11-2020 |  | 2 641(+0,23%)  | 68(=)           |
| 16-11-2020                                           | 16-11-2020 |  | 2 652(+0,42%)  | 68(=)           |
| 17-11-2020                                           | 17-11-2020 |  | 2 652(=)       | 68(=)           |
| 18-11-2020                                           | 18-11-2020 |  | 2 670(+0,68%)  | 68(=)           |
| 19-11-2020                                           | 19-11-2020 |  | 2 686(+0,6%)   | 68(=)           |
| 20-11-2020                                           | 20-11-2020 |  | 2 686(=)       | 68(=)           |
| 21-11-2020                                           | 21-11-2020 |  | 2 703(+0,63%)  | 68(=)           |
| 22-11-2020                                           | 22-11-2020 |  | 2 735(+1,2%)   | 68(=)           |
| 23-11-2020                                           | 23-11-2020 |  | 2 754(+0,69%)  | 68(=)           |
| 24-11-2020                                           | 24-11-2020 |  | 2 757(+0,11%)  | 68(=)           |
| 25-11-2020                                           | 25-11-2020 |  | 2 777(+0,73%)  | 68(=)           |
| 26-11-2020                                           | 26-11-2020 |  | 2 801(+0,86%)  | 68(=)           |
| 27-11-2020                                           | 27-11-2020 |  | 2 816(+0,54%)  | 68(=)           |
| 28-11-2020                                           | 28-11-2020 |  | 2 816(=)       | 68(=)           |
| 29-11-2020                                           | 29-11-2020 |  | 2 856(+1,4%)   | 68(=)           |
| 30-11-2020                                           | 30-11-2020 |  | 2 886(+1,1%)   | 68(=)           |
| 01-12-2020                                           | 01-12-2020 |  | 2 931(+1,6%)   | 68(=)           |
| 02-12-2020                                           | 02-12-2020 |  | 3 010(+2,7%)   | 68(=)           |
| 03-12-2020                                           | 03-12-2020 |  | 3 062(+1,7%)   | 68(=)           |
| 04-12-2020                                           | 04-12-2020 |  | 3 091(+0,95%)  | 68(=)           |
| 05-12-2020                                           | 05-12-2020 |  | 3 156(+2,1%)   | 68(=)           |
| 06-12-2020                                           | 06-12-2020 |  | 3 212(+1,8%)   | 68(=)           |
| 07-12-2020                                           | 07-12-2020 |  | 3 315(+3,2%)   | 68(=)           |
| 08-12-2020                                           | 08-12-2020 |  | 3 469(+4,6%)   | 69(+1,5%)       |
| 09-12-2020                                           | 09-12-2020 |  | 3 469(=)       | 69(=)           |
| 10-12-2020                                           | 10-12-2020 |  | 3 579(+3,2%)   | 69(=)           |
| 11-12-2020                                           | 11-12-2020 |  | 3 579(=)       | 69(=)           |
| 12-12-2020                                           | 12-12-2020 |  | 3 894(+8,8%)   | 71(+2,9%)       |
| 13-12-2020                                           | 13-12-2020 |  | 4 030(+3,5%)   | 71(=)           |
| 14-12-2020                                           | 14-12-2020 |  | 4 209(+4,4%)   | 71(=)           |
| 15-12-2020                                           | 15-12-2020 |  | 4 300(+2,2%)   | 73(+2,8%)       |
| 16-12-2020                                           | 16-12-2020 |  | 4 449(+3,5%)   | 73(=)           |
| 17-12-2020                                           | 17-12-2020 |  | 4 611(+3,6%)   | 73(=)           |
| 18-12-2020                                           | 18-12-2020 |  | 4 832(+4,8%)   | 74(+1,4%)       |
| 19-12-2020                                           | 19-12-2020 |  | 4 954(+2,5%)   | 74(=)           |
| 20-12-2020                                           | 20-12-2020 |  | 5 160(+4,2%)   | 76(+2,7%)       |
| 21-12-2020                                           | 21-12-2020 |  | 5 301(+2,7%)   | 76(=)           |
| 22-12-2020                                           | 22-12-2020 |  | 5 461(+3%)     | 77(+1,3%)       |
| 23-12-2020                                           | 23-12-2020 |  | 5 649(+3,4%)   | 77(=)           |
| 24-12-2020                                           | 24-12-2020 |  | 5 941(+5,2%)   | 77(=)           |
| 25-12-2020                                           | 25-12-2020 |  | 6 134(+3,2%)   | 77(=)           |
| 26-12-2020                                           | 26-12-2020 |  | 6 255(+2%)     | 77(=)           |
| Fonti: - Ultimo aggiornamento: 26.12.2020, 18:00 GMT |            |  |                |                 |

## Cronologia
Il 9 marzo 2020, sono stati confermati i primi due casi nel paese.
Il 13 marzo, è stato confermato un terzo caso, si trattava di una persona aveva avuto un contatto diretto con i primi due casi.
Il 14 marzo, sono stati confermati 7 nuovi casi. Cinque dei nuovi casi confermati hanno avuto un contatto diretto con i primi due casi. Uno è un cittadino inglese che attualmente lavora in una miniera d'oro nel Burkina Faso e che è andato in vacanza a Liverpool, tornando il 10 marzo, con transiti attraverso Vancouver e Parigi.
Il 15 marzo, sono stati confermati 8 nuovi casi secondo una dichiarazione del Ministero della Salute, portando il numero totale a 15.
Il 18 marzo è stato riportato il primo decesso, una donna di 62 anni con una condizione diabetica preesistente.
Il 20 marzo sono stati confermati 40 casi totali. Il ministro dell'istruzione del Burkina Faso ha dichiarato di essere risultato positivo al coronavirus.
Il 21 marzo sono stati confermati 64 casi totali e 3 decessi. Il ministro delle miniere e delle cave, Oumarou Idani, è risultato positivo al COVID-19 dopo essere tornato da una conferenza a Toronto, in Canada. Il presidente Roch Marc Christian Kabore il 20 marzo ha chiuso gli aeroporti, i confini terrestri e imposto un coprifuoco nazionale per frenare la diffusione della pandemia.
Il 22 marzo, 75 casi confermati totali. È stata confermata la positività di quattro ministri del governo,: Alpha Barry, ministro degli affari esteri; Oumarou Idani, ministro delle miniere e delle cave; Stanislas Ouaro, ministro della pubblica istruzione;  e Simeon Sawadogo, ministro degli interni. Cinque casi, inclusa la coppia originale, sono guariti. L'ambasciatore degli Stati Uniti in Burkina Faso, Andrew Robert Young, è risultato positivo. Cinque morti sono stati confermati.
Il 23 marzo, il Ministero della Salute del Burkina Faso ha confermato 100 casi di COVID-19 in Burkina Faso. L'Ambasciata degli Stati Uniti ha iniziato a rimpatriare i cittadini negli Stati Uniti. Il ministro del commercio, Harouna Kaboré, è risultato positivo al coronavirus.
Al 30 marzo, con 12 morti, il Burkina Faso ha il maggior numero di vittime dell'Africa sub-sahariana.

## Cronistoria
Il Burkina Faso ha attualmente un solo ospedale configurato per ricevere pazienti con coronavirus e ha pochi respiratori. Da allora almeno sei ministri del governo si sono dimostrati positivi per il virus, così come due ambasciatori stranieri, provenienti da Italia e Stati Uniti. Un unico laboratorio di test a Bobo-Dioulasso, a cinque ore di auto dalla capitale di Ouagdougou, significa che i casi sospetti in tutto il paese devono attendere almeno 12 ore per i risultati. Il governo ha dichiarato di voler istituire un secondo laboratorio a Ouagadougou, ma non ha nessuno qualificato per installare le attrezzature nel paese.
La carenza d'acqua è un problema nel Burkina Faso. Il coprifuoco ha impedito a coloro che si trovavano in aree povere di accedere alle fontane comunali che scorrono solo di notte nella stagione secca. La mancanza di acqua rende anche difficili il lavaggio delle mani e l'igiene generale. Nell'ultimo anno, gruppi armati hanno devastato villaggi nel nord e nell'est del Burkina Faso, lasciando oltre 800.000 persone sfollate. Sono fuggiti verso centri urbani o siti designati per sfollati interni (IDP), dove il sovraffollamento e la mancanza di accesso all'acqua sono enormi problemi. Le misure di igiene, come il frequente lavaggio delle mani con acqua e sapone, l'uso di una maschera e l'allontanamento sociale non si traducono in realtà per gli sfollati.